# Battesimo di Gesù
Il battesimo di Gesù nel cristianesimo si riferisce al battesimo ricevuto da Gesù da parte di Giovanni Battista, così come narrato nel Vangelo secondo Marco (1,9-11), nel Vangelo secondo Matteo (3,13-17) e nel Vangelo secondo Luca (3,21-22).

## Racconti evangelici
Il battesimo di Gesù da parte di Giovanni Battista è narrato nei vangeli sinottici, mentre il Vangelo secondo Giovanni presenta la testimonianza da parte di Giovanni Battista della discesa dello Spirito Santo su Gesù, ma non parla del suo battesimo.
L'episodio si colloca nell'ambito dell'attività di Giovanni Battista, che battezza il popolo nelle acque del Giordano.
Nel Vangelo secondo Marco Gesù si reca da Nazaret (in Galilea) sulle rive del Giordano, dove viene battezzato da Giovanni Battista. Uscendo dall'acqua, vede i cieli aprirsi e lo Spirito scendere su di lui sotto forma di colomba, mentre si ode una "voce dal cielo" che dice «Tu sei il Figlio mio prediletto, in te mi sono compiaciuto».
Anche nel Vangelo secondo Matteo Gesù va dalla Galilea alle rive del Giordano per farsi battezzare da Giovanni; in questo vangelo, però, si narra anche di come Giovanni Battista cerchi di impedirglielo dicendogli «Io ho bisogno di essere battezzato da te e tu vieni da me?», ma Gesù lo convince rispondendogli «Lascia fare per ora, poiché conviene che così adempiamo ogni giustizia». Come in Marco, anche in Matteo Gesù, uscendo dalle acque, vede il cielo aprirsi e discendere lo Spirito di Dio sotto forma di colomba, mentre una voce dal cielo afferma «Questo è il Figlio mio prediletto, nel quale mi sono compiaciuto».
Nel Vangelo secondo Luca "tutto il popolo" è battezzato e anche Gesù si fa battezzare; mentre è raccolto in preghiera, il cielo si apre e scende su di lui lo Spirito sotto forma di colomba, mentre si ode una voce celeste che dice «Tu sei il mio figlio prediletto, in te mi sono compiaciuto».
Nel Vangelo secondo Giovanni non si parla, invece, di battesimo, ma solo di discesa dello Spirito sotto forma di colomba. Giovanni Battista rende infatti testimonianza dicendo che colui il quale lo aveva mandato a battezzare con acqua lo aveva avvisato che colui sul quale avrebbe visto scendere lo Spirito per rimanervi sarebbe stato colui che avrebbe battezzato nello Spirito (invece che in acqua come Giovanni), e che aveva visto lo Spirito discendere dal cielo sotto forma di colomba su Gesù e di averlo riconosciuto come figlio di Dio.

## Interpretazione
Vi sono delle differenze importanti tra i tre racconti dei Vangeli che indicano una diversa cristologia.

Battesimo di Gesù. Francisco de Goya. 1780

Il battesimo di Gesù deve necessariamente avere un significato e uno scopo ben diversi dalla remissione dei peccati, che era il motivo del battesimo impartito da Giovanni Battista. Gesù era senza peccato; si legge infatti nella Prima lettera di Pietro: "Non commise peccato, né fu trovato inganno nella sua bocca".  Secondo il Vangelo secondo Matteo, Gesù disse a Giovanni, che non voleva battezzarlo: "Lascia fare, questa volta, poiché conviene che in questo modo adempiamo tutto ciò che è giusto. Allora Giovanni acconsentì".
Nella dottrina cattolica, il battesimo di Gesù è diverso dall'attuale sacramento cristiano cattolico. Quest'ultimo ha soprattutto il significato di rendere il battezzato figlio di Dio e membro della Chiesa e inoltre di purificarlo del peccato originale.
In Atti 10:37-43, San Paolo apostolo afferma che chiunque crede in Gesù Cristo ottiene il perdono dei peccati per mediazione del suo Nome. Aggiunge che tale verità è stata testimoniata da tutte le creature prescelte da Dio per essere suoi profeti e testimoni di verità. Ciò equivale a dire che esiste una perfetta concordanza fra Vecchio e Nuovo Testamento soprattutto riguardo alla profezia storica e al giudizio di Dio. La formula sacramentale che rende efficace il Battesimo afferma il Nome di Cristo e il Suo essere il Figlio di Dio, causando la remissione di tutti peccati:
(CCC, n.1263)

## Critica testuale

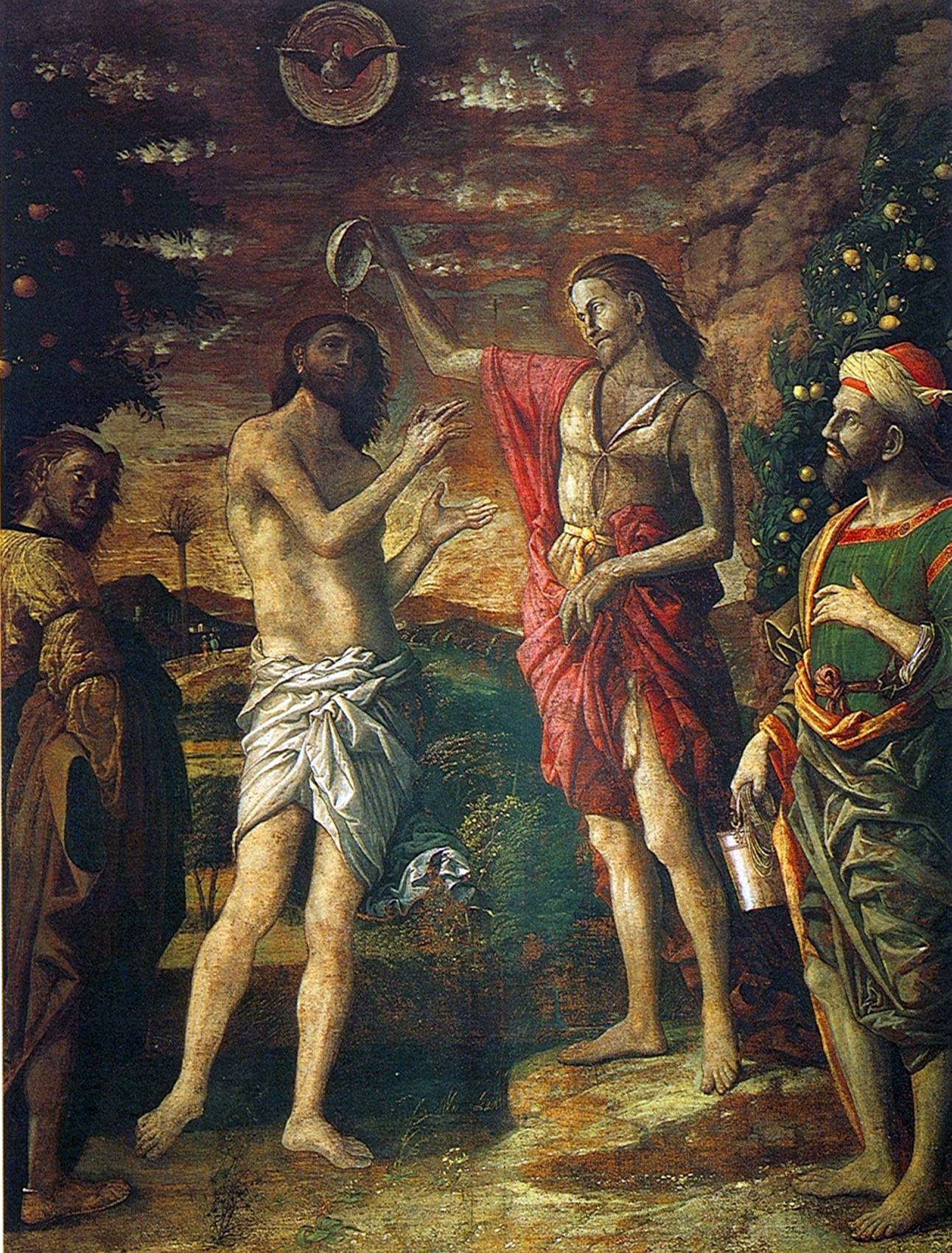
Mantegna, Battesimo di Cristo

Nel Vangelo secondo Luca, le parole dette dalla "voce dal cielo" sono le stesse dette nel Vangelo secondo Marco: «Tu sei il mio figlio prediletto, in te mi sono compiaciuto».
In un manoscritto greco (Codex Bezae) e in alcuni manoscritti latini conservatisi, invece, le parole della voce celeste sono «Tu sei mio Figlio, oggi ti ho generato». Il brano fu citato molto dai Padri della Chiesa tra il II e il III secolo, cosa che costituisce una testimonianza importante in quanto la maggior parte dei manoscritti del Nuovo Testamento conservatisi è posteriore a queste testimonianze; ebbene, in quasi tutti i casi, in testimonianze che vengono dalla Spagna alla Palestina e dalla Gallia al Nordafrica, è la forma «Oggi ti ho generato» ad essere attestata. Depone inoltre a favore dell'autenticità di questa versione il fatto che l'altra è identica a quella riportata in Marco e quello che gli scribi tendevano ad uniformare i testi, invece che a introdurvi discostamenti.
La ragione della modifica del testo da «Tu sei mio Figlio, oggi ti ho generato», la versione originale di Luca, a «Tu sei il mio figlio prediletto, in te mi sono compiaciuto» sarebbero da ricondurre a un tentativo degli scribi di rimuovere ogni possibile appiglio agli adozionisti, una corrente delle origini del cristianesimo per la quale Gesù non era nato Figlio del Padre ma era stato da lui adottato all'atto del battesimo nel Giordano.
Tuttavia, secondo altri studiosi, come ad esempio Tony Costa, è il Codex Bezae a presentare una versione non originale di Luca allo scopo di armonizzare la voce celeste con il Salmo 2 (v. in particolare Sal 2,7).  Inoltre, lo stesso studioso evidenzia come la tesi di un presunto adozionismo in Luca condurrebbe ad una serie di tensioni interpretative quando si considera l'opera lucana nel suo complesso (Vangelo e Atti degli Apostoli).

## Celebrazione liturgica
Esiste una festa dedicata al battesimo di Gesù nei riti di quasi tutte le Chiese.
Nel rito romano la festa del Battesimo del Signore ricorre nella domenica dopo l'Epifania del Signore e conclude il Tempo di Natale; il giorno successivo inizia il Tempo ordinario. Dove l'Epifania cade il 6 gennaio, la festa del Battesimo cade nella domenica compresa tra il 7 e il 13 gennaio; dove invece l'Epifania non è festa di precetto e si celebra la domenica tra il 2 e l'8 gennaio, quando questa cade il 7 o l'8, la festa del Battesimo del Signore si celebra il lunedì seguente 8 o 9 gennaio. 
Nella Messale del 1962 si prevede la "Commemorazione del Battesimo del Signore" come festa di seconda classe da celebrare il 13 gennaio; quando però questo giorno cade di domenica, prevale la festa della Sacra Famiglia, che ricorre nella domenica dopo l'Epifania. Più anticamente, nel calendario tradizionale tale Commemorazione non esisteva, ma si leggeva il Vangelo del Battesimo del Signore nel giorno dell'Ottava dell'Epifania.
Nelle Chiese ortodosse che seguono il nuovo calendario ortodosso, il battesimo del Signore viene celebrato il 6 gennaio; quelle Chiese che seguono il calendario giuliano, celebrano la stessa festa il 19 gennaio.
Nelle Chiese protestanti dove esiste questa festa, come quelle luterane e metodiste, essa generalmente cade la domenica che segue l'Epifania. In particolare nella Chiesa anglicana, il Battesimo del Signore cade la domenica dopo l'Epifania quando questa è il 6 gennaio (la maggioranza dei casi) oppure una domenica non oltre il 6 gennaio; dove l'Epifania si celebra in domenica e questa cade il 7 o l'8 gennaio, il Battesimo del Signore si celebra il lunedì seguente.

## Opere d'arte
Alcune delle più note opere d'arte sul soggetto:
- Battesimo di Cristo di Andrea del Verrocchio, Leonardo da Vinci e altri (1475-1478), Galleria degli Uffizi, Firenze
- Battesimo di Cristo di Donatello (dopo il 1425), duomo di Arezzo
- Battesimo di Cristo di El Greco (1608-1614), Hospital de Tavera, Toledo in Spagna
- Battesimo di Cristo di Giotto (1303-1305 circa), cappella degli Scrovegni, Padova
- Battesimo di Cristo di Giovanni Bellini (1500-1502), chiesa di Santa Corona, Vicenza
- Battesimo di Cristo di Ignacio de Ries (1653), Cattedrale di Segovia, Segovia
- Battesimo di Cristo di Andrea Mantegna (1506 circa), basilica di Sant'Andrea, Mantova
- Battesimo di Cristo di Tintoretto (1578-1581), Scuola Grande di San Rocco, Venezia
- Battesimo di Cristo del Perugino (1482), Cappella Sistina, Città del Vaticano
- Battesimo di Cristo del Perugino (1510 circa), Duomo, Città della Pieve
- Battesimo di Cristo di Piero della Francesca (1440-1460 circa), National Gallery, Londra
- Battesimo di Cristo di Cima da Conegliano (1492), Chiesa di San Giovanni in Bragora, Venezia

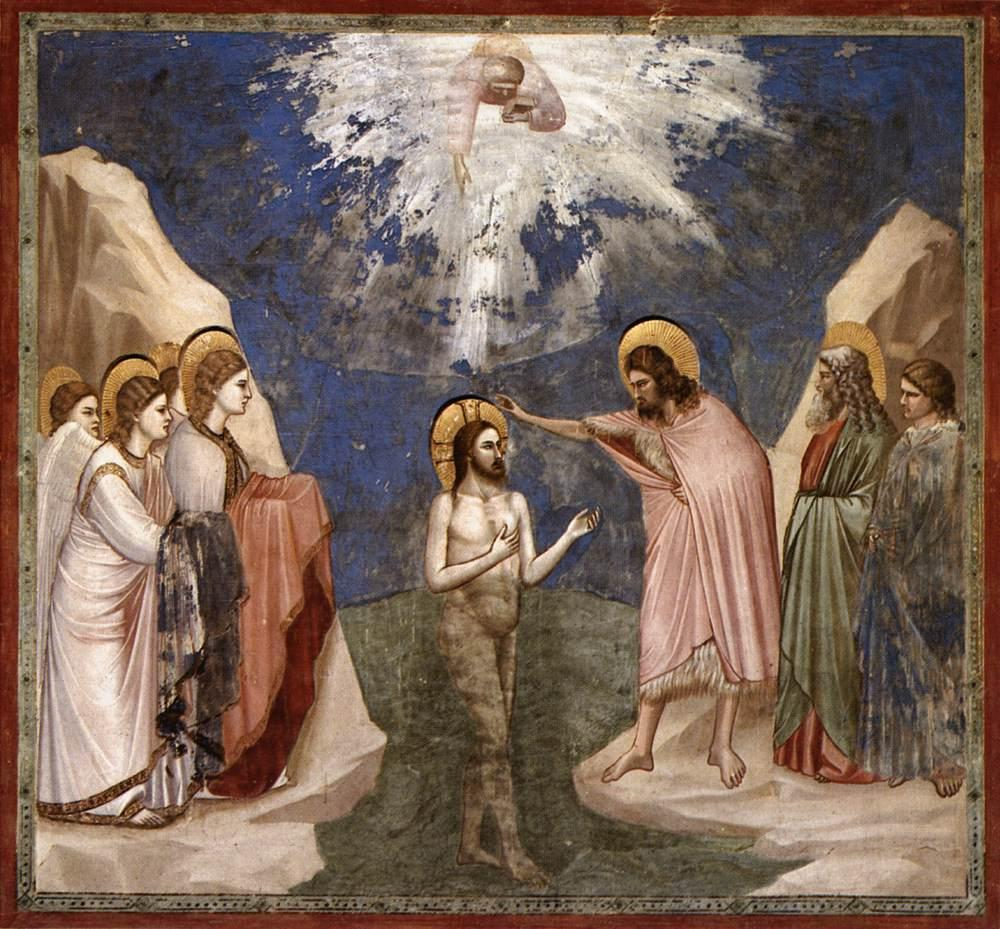
Battesimo di Cristo di Giotto (1303-1305 circa), cappella degli Scrovegni, Padova
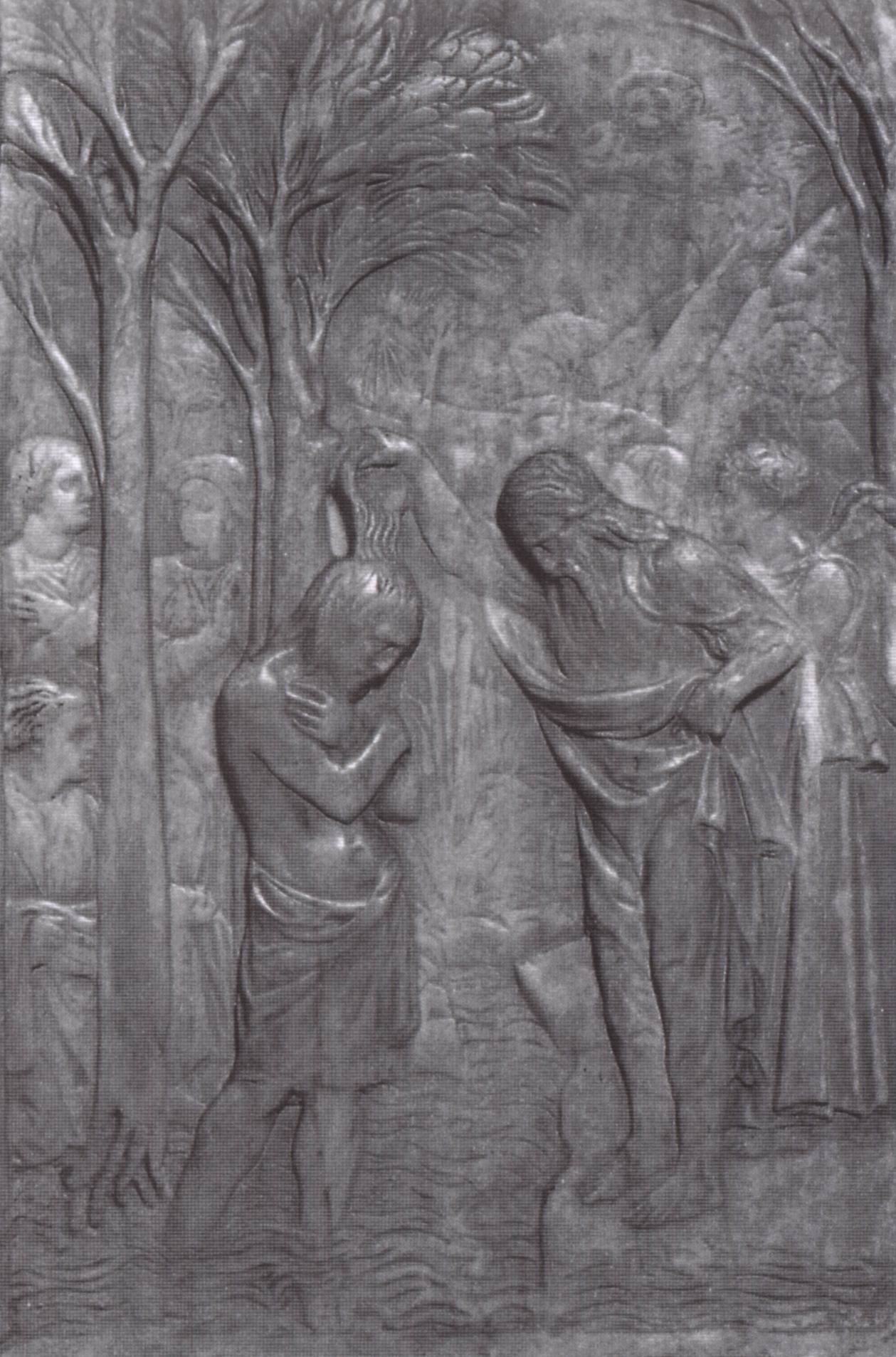
Battesimo di Cristo di Donatello (dopo il 1425), duomo di Arezzo
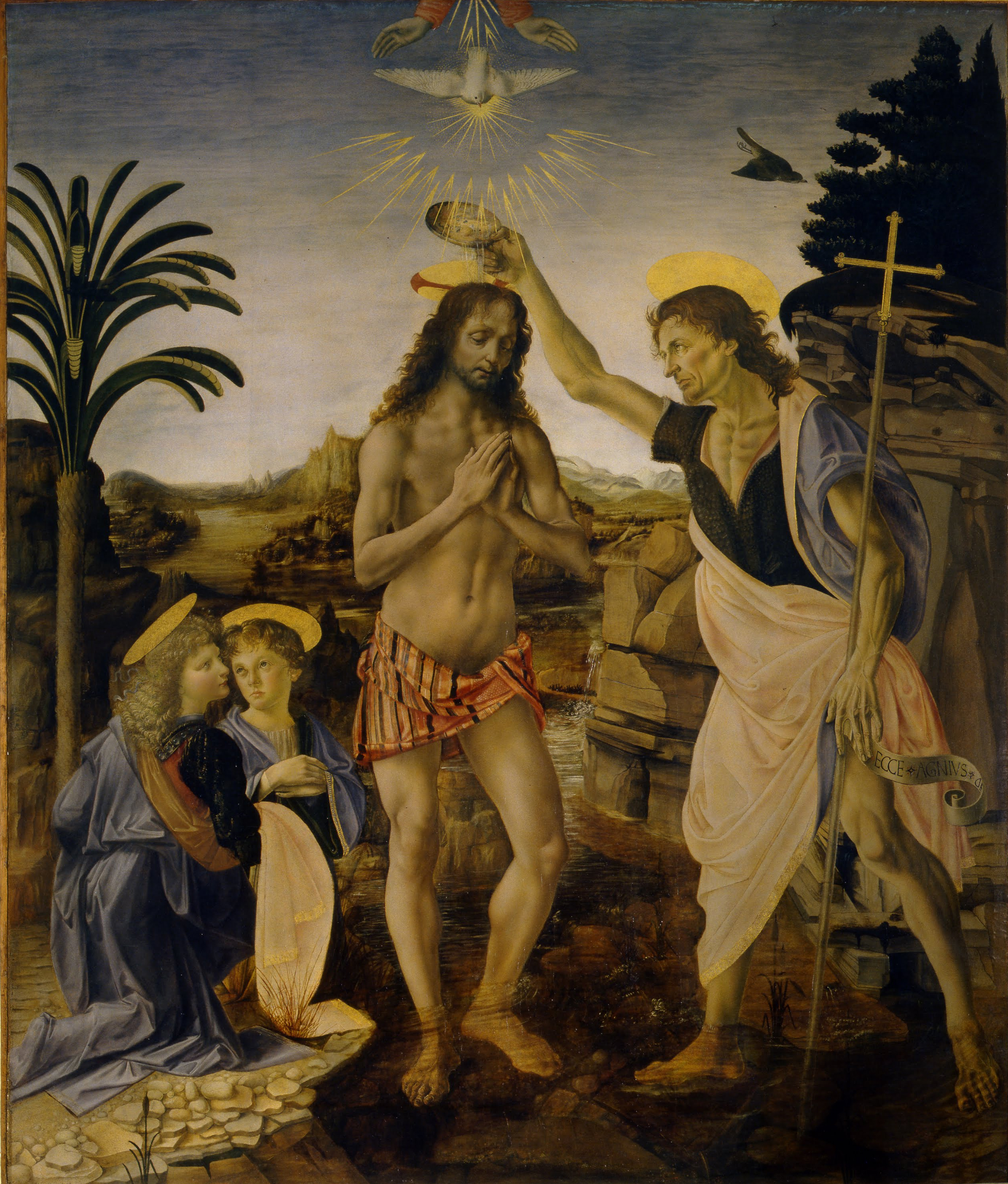
Battesimo di Cristo di Andrea del Verrocchio, Leonardo da Vinci e altri (1475-1478), Galleria degli Uffizi, Firenze
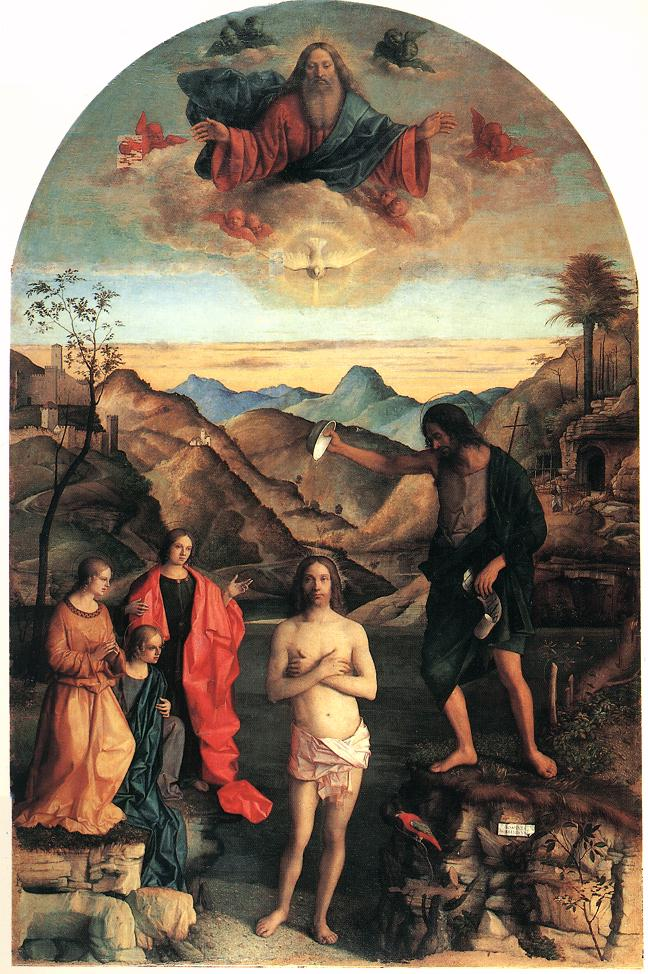
Battesimo di Cristo di Giovanni Bellini (1500-1502), chiesa di Santa Corona, Vicenza
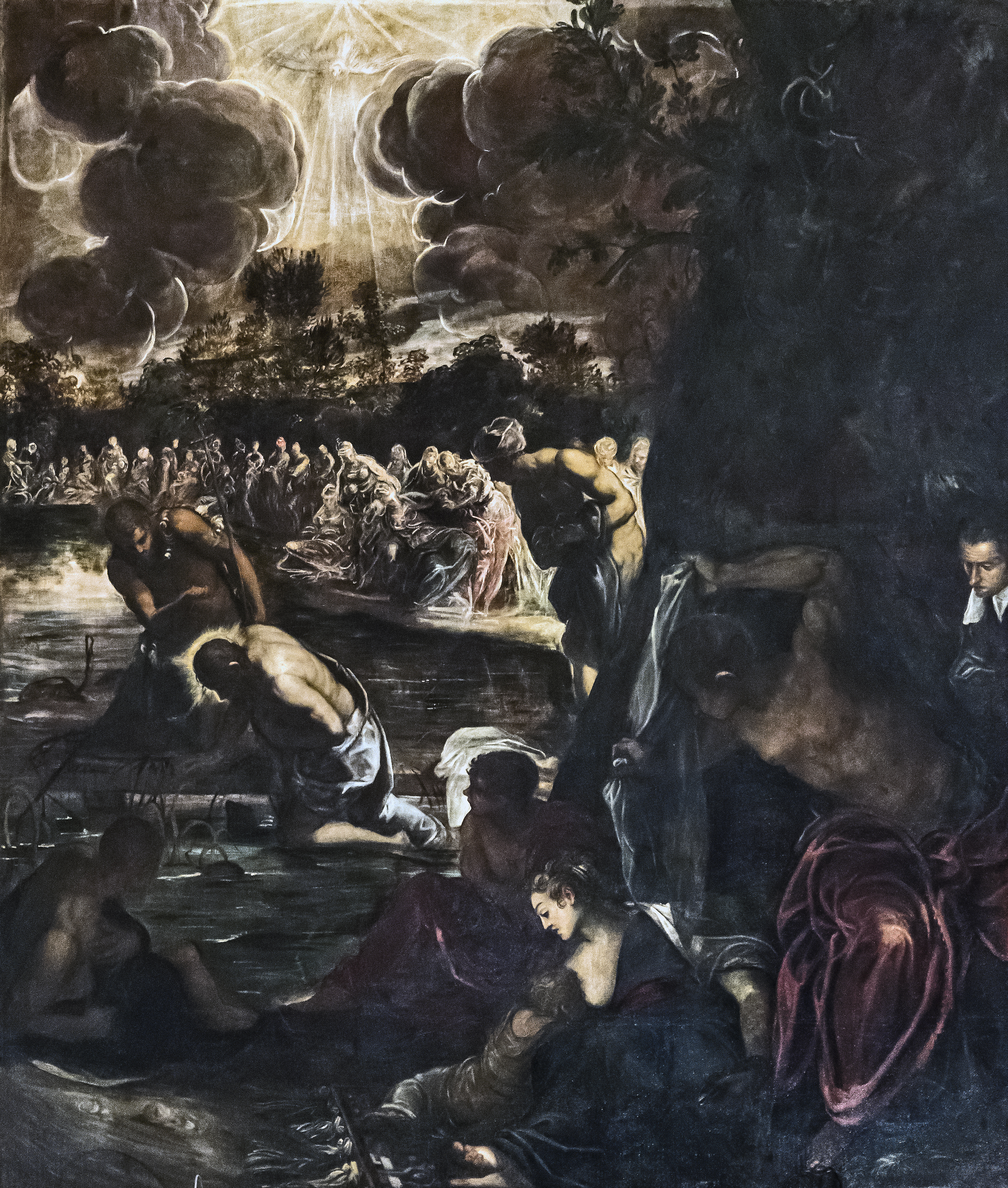
Battesimo di Cristo di Tintoretto (1578-1581), Scuola Grande di San Rocco, Venezia
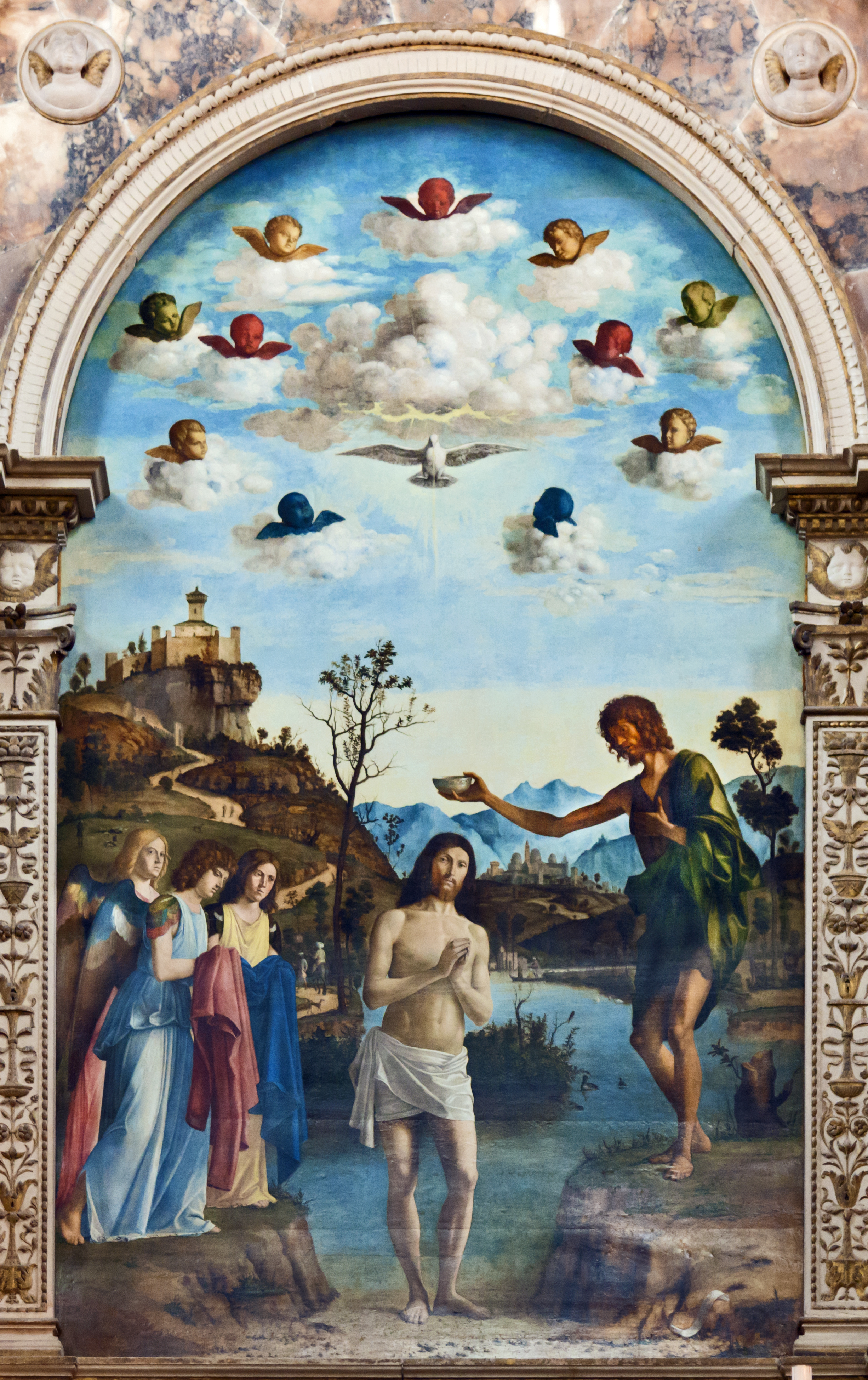
Battesimo di Cristo di Cima da Conegliano (1492), Chiesa di San Giovanni in Bragora, Venezia